# Петар Столипин
Петар Аркадијевич Столипин ((рус. Пётр Арка́дьевич Столы́пин, Дрезден, 14. април 1862 – Кијев, 18. септембар 1911) је био председник владе Русије од 1907. до 1911. када је убијен.
Додељен му је Краљевски орден Белог орла и Орден књаза Данила I првог степена.